# Appareil électronique
Ne doit pas être confondu avec Appareil électrique.
Un appareil électronique est un objet qui peut effectuer une ou des tâches en traitant des informations codées sous la forme de signaux électriques. Les appareils électroniques sont fabriqués à partir de composants électroniques tels que les transistors.
Les appareils électroniques ne doivent pas être confondus avec les appareils électriques.

## Caractéristiques
Contrairement à un appareil électrique, l'appareil électronique est parcouru « [...] de minuscules courants électriques [..] soigneusement dirigés autour de circuits beaucoup plus complexes pour traiter des signaux ou stocker et traiter des informations. Pensez à quelque chose comme un four à micro-ondes. Il est ainsi facile de voir la différence entre l'électricité ordinaire et l'électronique. Dans un micro-ondes, l'électricité fournit la puissance qui génère des ondes à haute énergie qui cuisent vos aliments ; l'électronique contrôle le circuit électrique qui fait la cuisson[réf. nécessaire]. »
Bien qu'ils fonctionnent à l'aide de prises électriques, les appareils électroniques sont différents des appareils électriques. Contrairement à ces premiers, les appareils électriques « convertissent l’énergie électrique en une autre forme d'énergie comme la chaleur, la lumière, le son, etc. Les flux d’électrons pour effectuent produisent l'énergie. »
Des objets tels qu'un ordinateur portable, une tablette tactile et un smartphone sont considérés comme des appareils électroniques. Un objet électronique peut aussi être connecté ou dit « intelligent ».

## Galerie

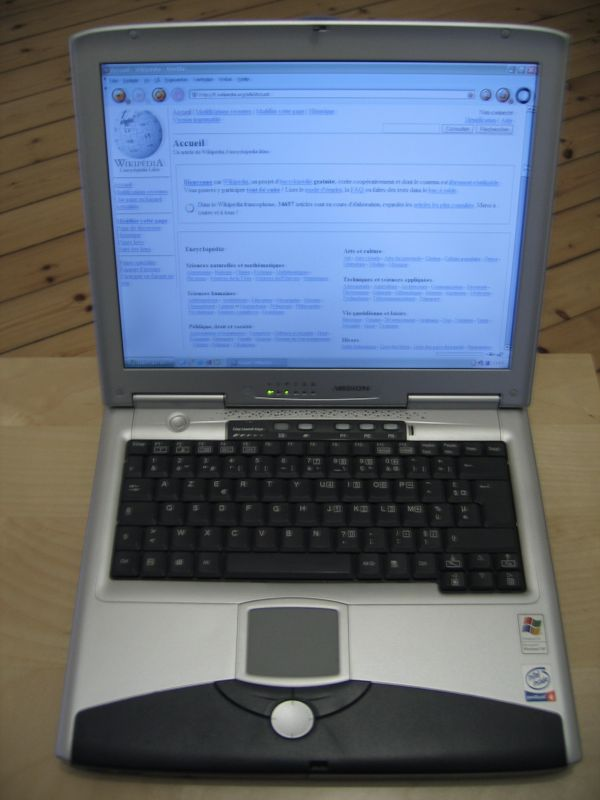
Ordinateur portable.
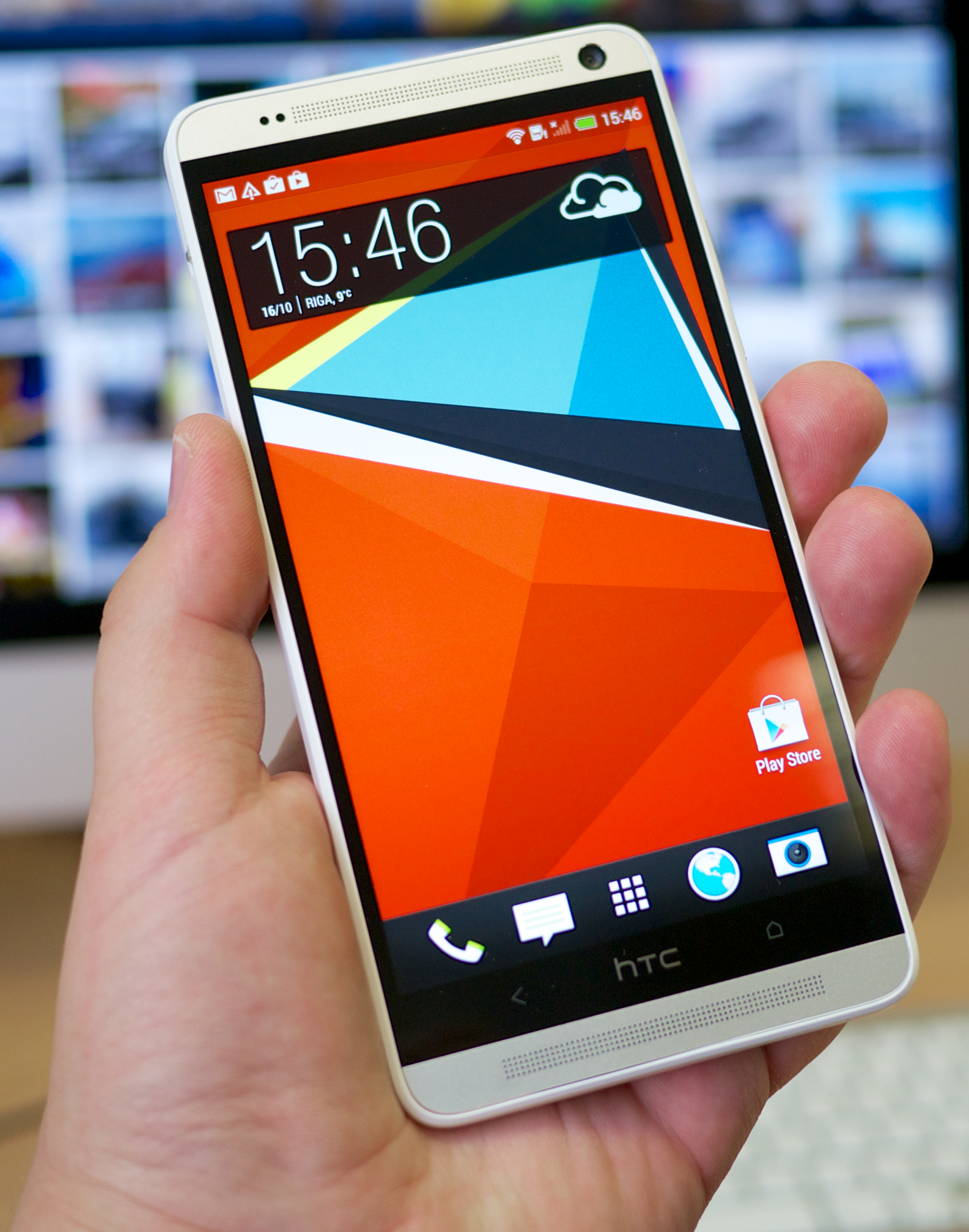
Smartphone.
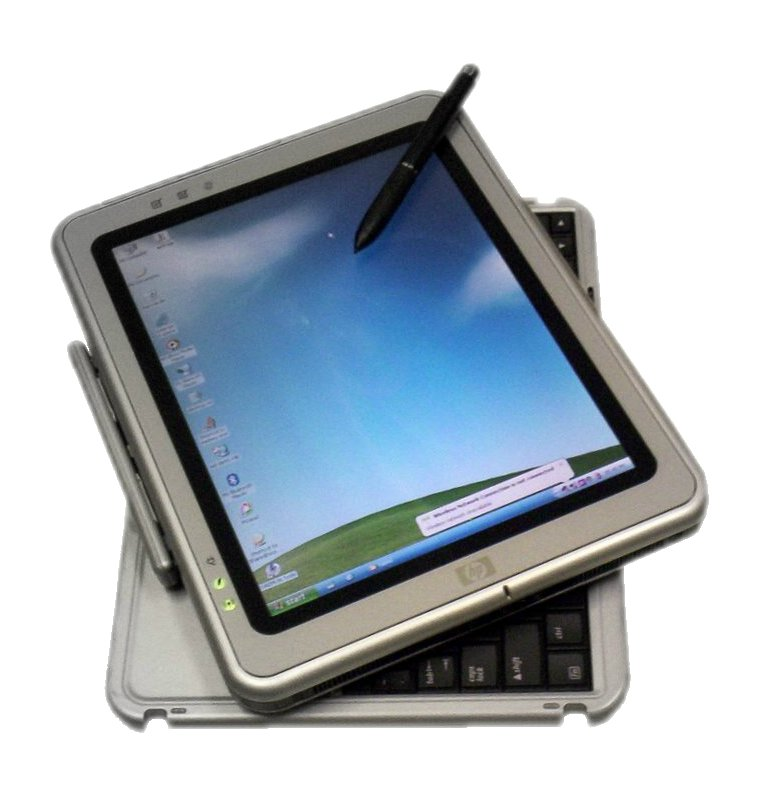
Tablette tactile en 2006.
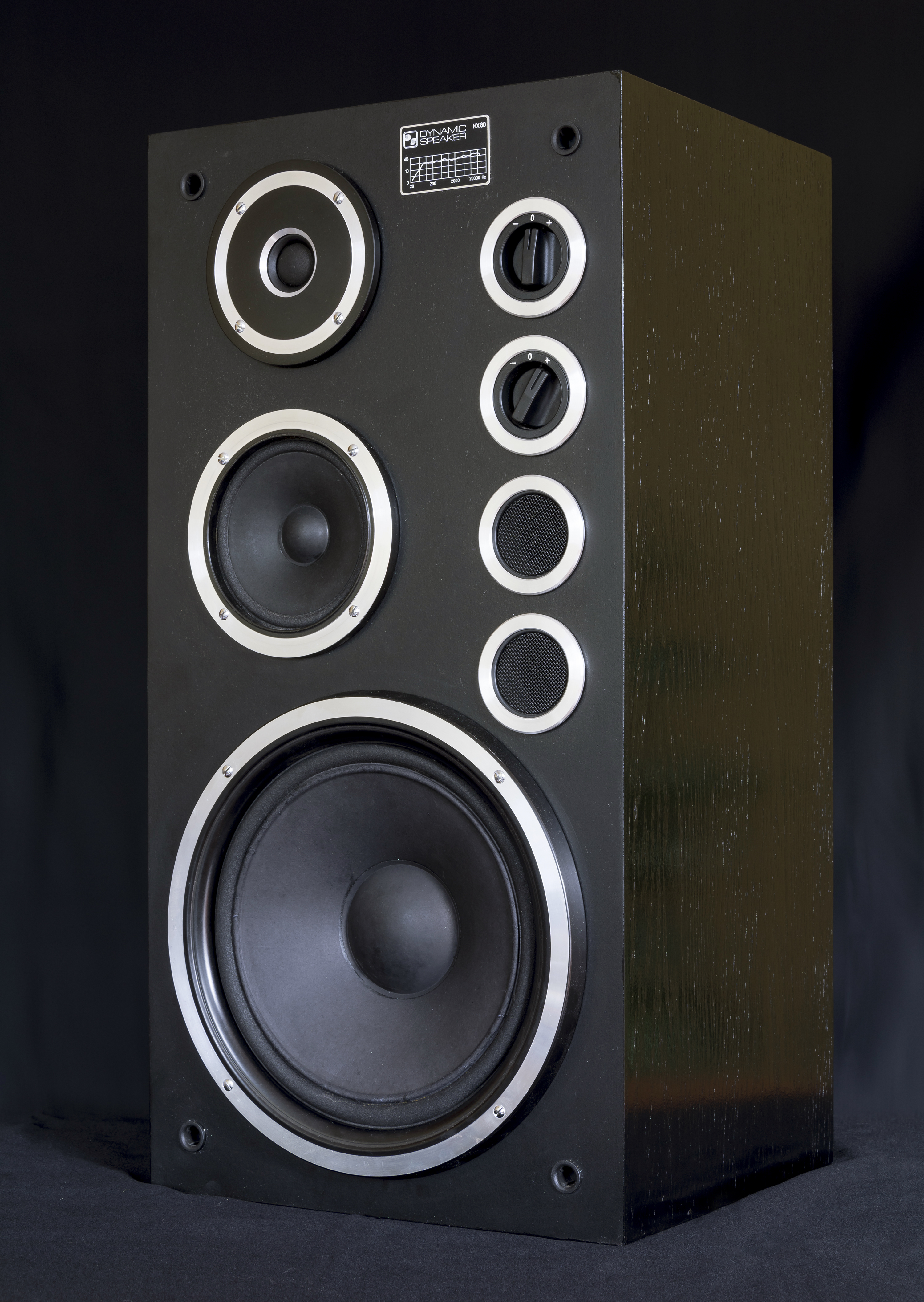
Haut-parleur ZgB 70-8-61 Altus 110.